# West Park Cemetery
Der West Park Cemetery (auch Westpark Cemetery) ist ein Friedhof in Johannesburg in Südafrika. Der West Park Cemetery ist eine städtische Einrichtung und wird vom Ressort Johannesburg City Parks betreut. Der Friedhof gehört zu den „aktiven“ Friedhöfen der Stadt, so dass dort neue Grabstellen angelegt werden können.

## Geographie und Nutzung

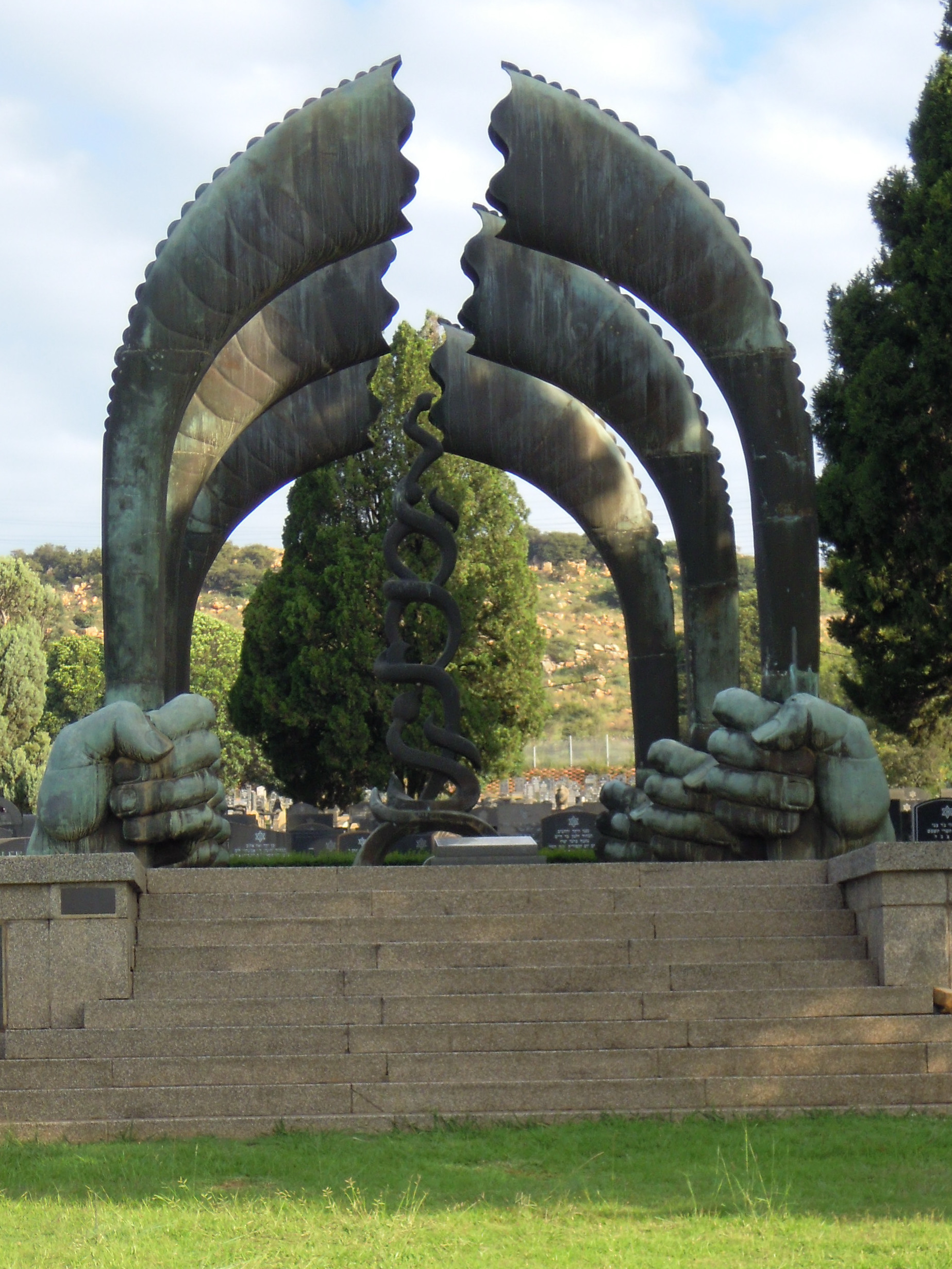
Denkmal für die Sechs Millionen auf dem Friedhof Westpark

Der Friedhof liegt am Beyers Naudé Drive nordwestlich des Johannesburger Stadtzentrums und gehört damit zur Region B, Zone 4 der Metropolitan Municipality Johannesburg. Nördlich grenzt die West Park Road an den Friedhof, jenseits davon liegt der Stadtteil Montgomery Park. Östlich verläuft der Beyers Naudé Drive (Motorway 5) und im Süden liegt das Hügelgelände Melville Koppies. Im Südwesten schließt sich der Stadtteil Sophiatown an. Er misst in Ost-West-Richtung rund zwei Kilometer und in Nord-Süd-Richtung einen Kilometer. Der Friedhof wird von der städtischen Behörde City Parks verwaltet, die insgesamt 35 Friedhöfe betreut. Der Friedhof ist durch Jacaranda-Alleen geprägt.
Auf dem West Park Cemetery werden Angehörige unterschiedlicher Religionen oder ethnischer Herkunft in verschiedenen Sektoren bestattet, darunter Christen, Muslime, Juden sowie Chinesen. Ein Areal ist für Angehörige der South African National Defence Force vorgesehen, die im Dienst gestorben sind. In einem Gräberfeld sind 617 Commonwealth-Soldaten beerdigt, die im Zweiten Weltkrieg ums Leben kamen.

### Bekannte Personen mit Sterbejahr
- Herman Charles Bosman, Schriftsteller (1951)
- Alfred Nzo, Politiker (2000)
- Joe Modise, Anti-Apartheid-Kämpfer und Politiker (2001)
- Brett Goldin, Schauspieler (2006)
- Joe Nhlanhla, Anti-Apartheid-Kämpfer und Politiker (2008)
- Helen Suzman, Politikerin (2009)
- Arthur Chaskalson, Jurist (2012)
- Mandoza, Musiker (2016)
- Joe Mafela, Schauspieler (2017)
- Ahmed Kathrada, Anti-Apartheid-Kämpfer und Politiker (2017)
- Keorapetse Kgositsile, Dichter (2018)
- Hugh Masekela, Musiker (2018)
- Dorothy Masuka, Musikerin (2019)
- Johnny Clegg, Musiker (2019)

## Geschichte
Der West Park wurde 1942 auf einem Teil der Farm Waterval gegründet. Neben dem Friedhof wurden weitere Grünflächen angelegt, darunter der Botanische Graten und Mark’s Park auf der anderen Seite des heutigen Beyers Naudé Drive.
1959 wurde im jüdischen Teil ein Mahnmal für die Opfer des Holocaust errichtet. Im Westdene Bus Accident Victims Grave wurden die 42 Kinder, die 1985 bei einem Busunglück am Westdene Dam ums Leben gekommen waren, bestattet.
Ein Sektor mit Grabstätten prominenter Südafrikaner wird als Heroes’ Acre („Heldenacker“) bezeichnet. Der Friedhof ist wegen dieser Gräber als Heritage Site („Erbestätte“) ausgewiesen.